# Candida llanquihuensis
Candida llanquihuensis är en svampart som beskrevs av C. Ramírez & A.E. González 1984. Candida llanquihuensis ingår i släktet Candida, ordningen Saccharomycetales, klassen Saccharomycetes, divisionen sporsäcksvampar och riket svampar.   Inga underarter finns listade i Catalogue of Life.